# Canaro
Canaro (venetisch Canàr) ist eine italienische Gemeinde (comune) mit 2539 Einwohnern (Stand 31. Dezember 2023) in der Provinz Rovigo, Region Venetien. 

## Geographie
Die Gemeinde liegt etwa 17,5 Kilometer südsüdwestlich von Rovigo am Po und etwa 11,5 Kilometer nordnordöstlich von Ferrara und grenzt unmittelbar an die Provinz Ferrara (Emilia-Romagna).

## Geschichte
Die erste urkundliche Erwähnung stammt aus dem 11. Jahrhundert.

## Persönlichkeiten
- Benvenuto Tisi Garofalo (1481–1559), Maler, soll im Ortsteil Garofolo geboren oder aufgewachsen sein.

## Gemeindepartnerschaft
Canaro unterhält eine Partnerschaft mit der polnischen Gemeinde Pszczew im Powiat Międzyrzecki.

## Verkehr
Durch die Gemeinde führt die Strada Statale 16 Adriatica. Der Bahnhof von Canaro liegt an der Bahnstrecke Padua–Bologna.